# Glass House
The Glass House – modernistyczny dom mieszkalny w New Canaan w stanie Connecticut w USA zbudowany w roku 1949 według projektu Philipa Johnsona jako jego własna rezydencja.

## Architektura
Zaprojektowany przez Johnsona dom znajduje się w centralnej części jego posiadłości, na której powstały także inne budynki, m.in. wybudowany w 1953 dom gościnny, pawilon na stawie z roku 1963, galeria malarstwa z roku 1965 czy ukończona w 1970 galeria rzeźby, również przez niego opracowane.
Budynek ma kształt prostopadłościanu, jego elewacje tworzą szklane ściany połączone stalowymi ramami umożliwiające niczym nieograniczony wgląd do wnętrza. Wymiary domu to: 56 stóp (17 m) długości, 32 stopy (9,8 m) szerokości oraz 10,5 stopy (3,2 m) wysokości. Wnętrze nie jest rozdzielone żadnymi ścianami. Poszczególnym fragmentom przestrzeni przydzielono odpowiednie funkcje domu mieszkalnego: kuchnię, sypialnię i salon. Jedyną częścią domu, w której jego mieszkańcy mogliby się ukryć przed wzrokiem obserwatora z zewnątrz jest łazienka umieszczona w tubie wymurowanej z kamienia. Wyposażenie domu stanowią meble wykonane z drewna orzechowego według projektu Ludwiga Miesa van der Rohe. Sam Johnson nie ukrywał, że inspiracją przy projektowaniu szklanego domu była właśnie twórczość tego architekta i dewiza jaką się kierował: „mniej znaczy więcej”.
Antytezą dla całkowicie transparentnego szklanego domu, w którym zamieszkał właściciel rezydencji stał się zbudowany nieco później dom dla gości, którego ceglana prostopadłościenna bryła nie posiadała w ogóle okien.
Szklany dom Johnsona stał się w pierwszych latach swojego istnienia inspiracją dla wielu amerykańskich architektów, którzy zaczęli tworzyć budynki różnej wielkości i przeznaczone dla różnych celów z elewacjami ze szkła i stali. Uznawany jest za jedną z ikon architektury modernizmu.

## Zdjęcia wnętrz

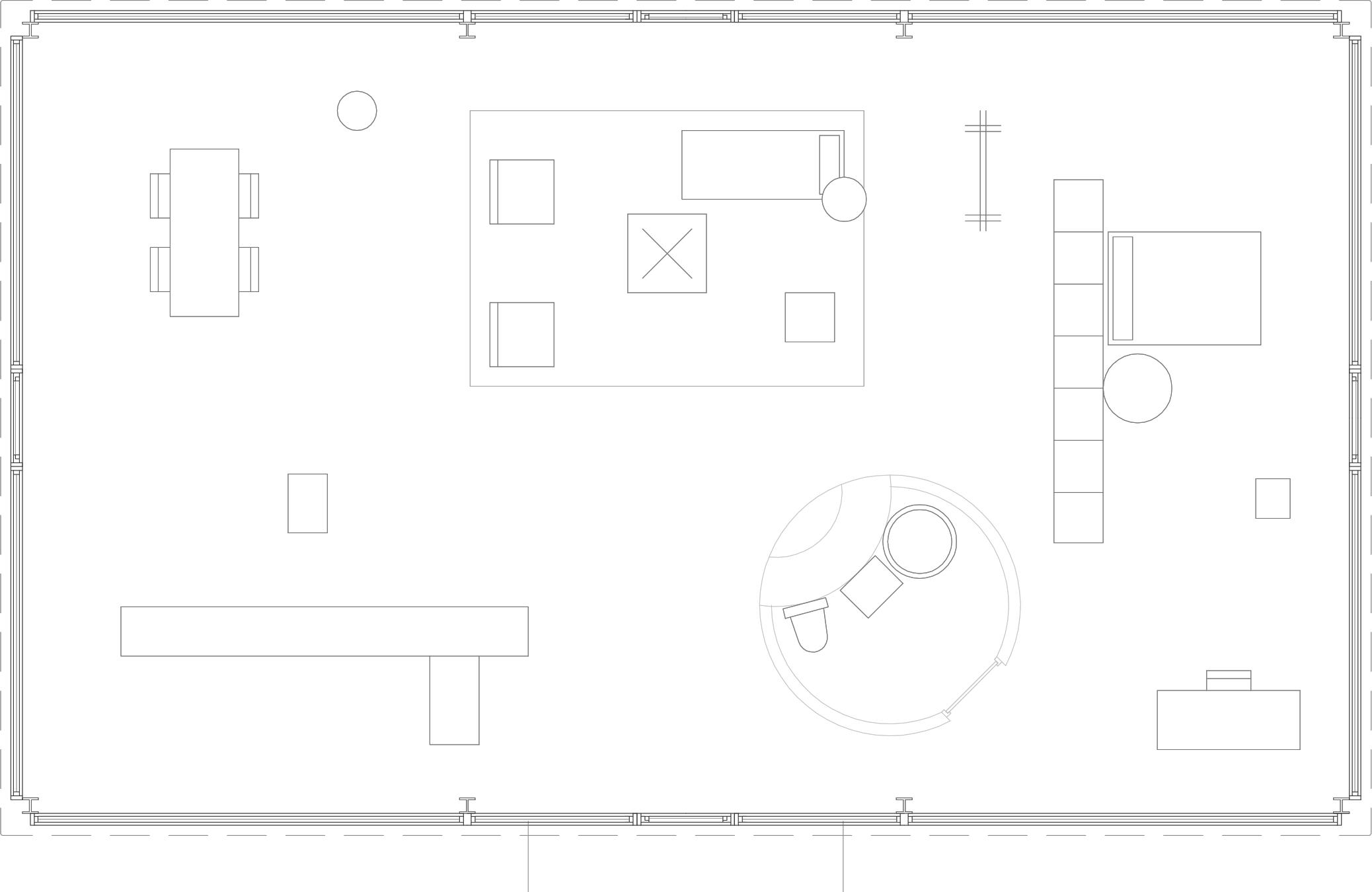
Rzut budynku – rozkład wnętrza
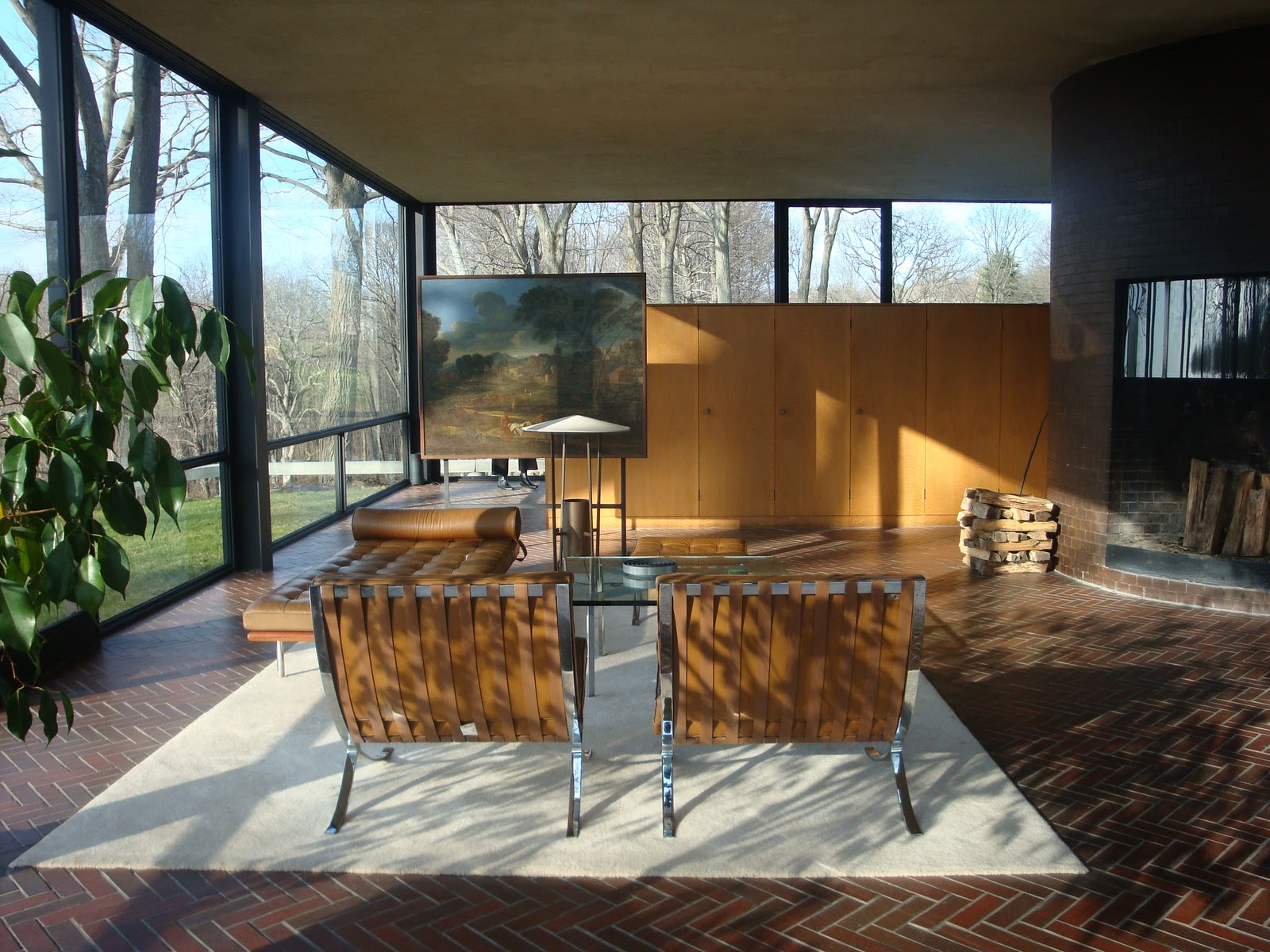
Wnętrze domu – część dzienna z salonem i kominkiem
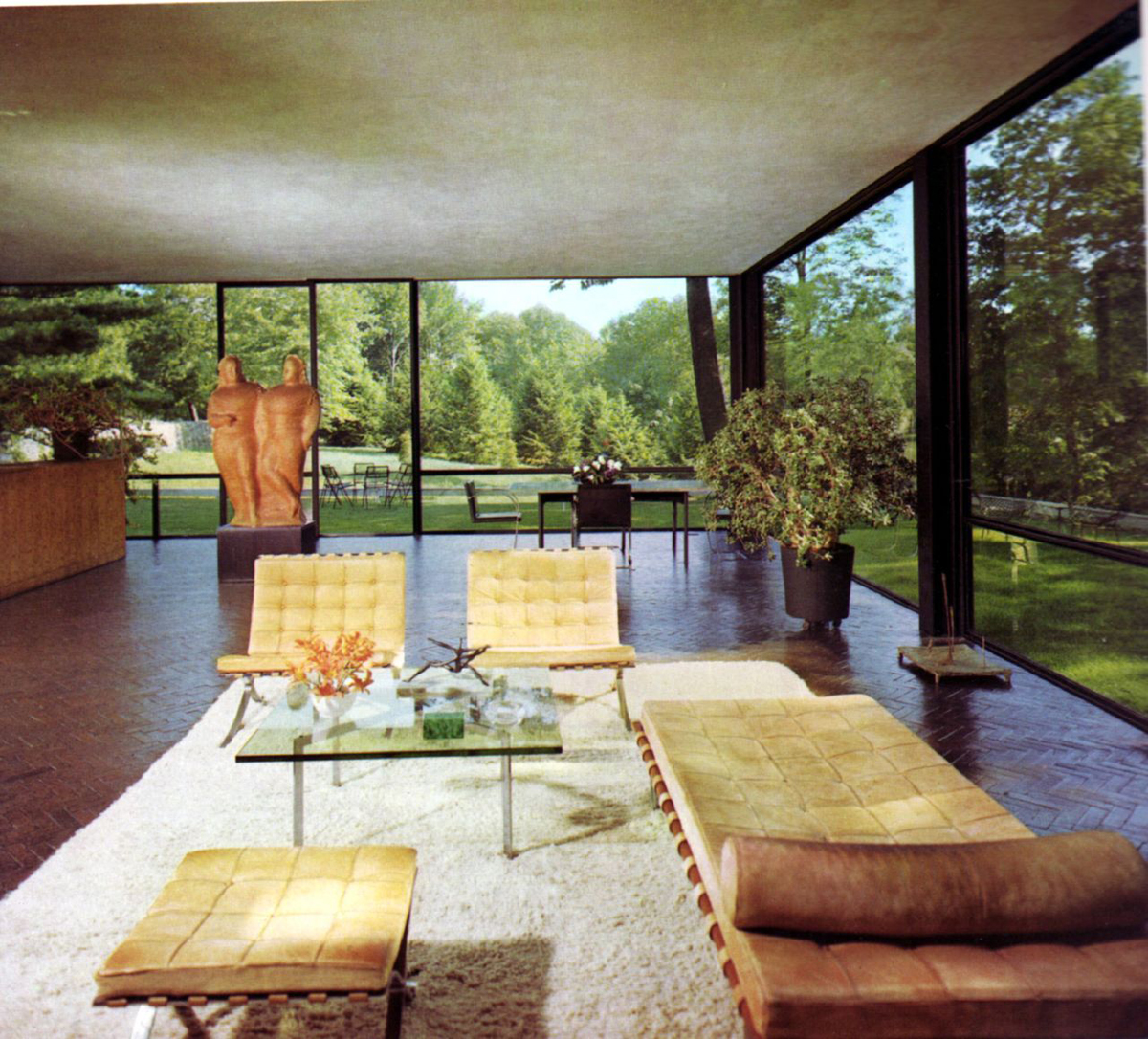
Salon
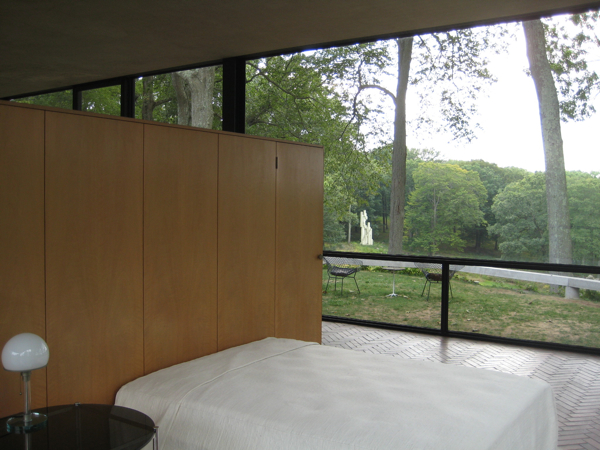
Sypialnia

## Historia
Szklany dom był własnością Johnsona aż do jego śmierci w 2005 roku. Mieszkał w nim od chwili jego wybudowania. Od roku 1960 mieszkał w nim razem ze swoim partnerem życiowym Davidem Whitneyem. Po śmierci Johnsona i Whitneya, który zmarł zaledwie kilka miesięcy później dom i cała posiadłość stały się własnością National Trust for Historic Preservation – organizacji zajmującej się ochroną zabytków. Obecnie cała rezydencja Johnsona wraz z wnętrzami budynków dostępna jest dla zwiedzających.
18 lutego 1997 został wpisany do rejestrów National Register of Historic Places i National Historic Landmark jako zabytek o ważnym znaczeniu w historii amerykańskiej architektury.

## Literatura
- Toshio Nakamura, Michael Moran: Glass House. New York: Monacelli Press, 2007. Brak numerów stron w książce